# Victoria (Yoro)
Victoria é uma cidade hondurenha do departamento de Yoro.